# Robert de Clari
Robert de Clari (auch Robert de Cléry; * um 1170; † nach 1216) war ein Ritter aus der Picardie. Im Gefolge seines Lehnsherren, dem Kastellan Peter von Amiens, nahm er zusammen mit seinem Bruder, dem Mönch Alleaume de Clari, am Vierten Kreuzzug teil, der 1204 mit der Eroberung Konstantinopels endete. Robert de Clari verfasste eine Chronik des Vierten Kreuzzuges. De Clari scheint 1205 nach Frankreich zurückgekehrt zu sein. Obwohl seine Chronik Ereignisse bis zum Jahre 1216 enthält, wurde der Zeitraum von 1205 bis 1216 von ihm sehr kurz, fast als Schlusswort zu seiner Geschichte, zusammengefasst geschildert. Die Chronik von Robert de Clari ist einer der wenigen bis heute erhaltenen Berichte von Zeitzeugen, in der militärische Ereignisse bei der Eroberung Konstantinopels aus dem Gesichtswinkel eines einfachen Soldaten beschrieben werden.

## Das Grabtuch Jesu Christi
De Clari erwähnt in seiner Chronik ein Grabtuch mit dem Abdruck des Antlitzes und des Körpers Jesu Christi, dass er 1203 in der Blachernen-Kirche in Konstantinopel sah:

„Es gab dort eine Kirche, wo das Tuch aufbewahrt war. Jeden Freitag wurde es in seiner ganzen Länge entfaltet und zur Schau gestellt, so dass man deutlich den Abdruck der Figur des Leichnams Christi von vorne und von hinten als ob er aufrecht vor einem stünde betrachten konnte. Aber keiner, weder Grieche noch Franzose wusste, was mit dem Tuch geschehen war, als die Stadt genommen wurde.“

Der englische Autor Ian Wilson vertritt seit 1978 die These, dass dieses Tuch mit dem Turiner Grabtuch identisch sei. Über den Verbleib des Tuches, das Robert de Clari in Konstantinopel sah, gibt es nach der Auffassung Wilsons in folgendem – nur in Abschrift vorhandenen – Dokument einen Hinweis.

„1205, nach dem Vierten Kreuzzug, schickte Theodoros Angelos, ein Neffe des byzantinischen  Kaisers Isaak II. Angelos einen Brief, datiert vom 1. August 1205, an Papst Innozenz III. um gegen den Angriff auf die Hauptstadt der byzantinischen Reiches zu protestieren:

‚Beim Aufteilen der Beute erhielten die Venezianer die Gold-, Silber- und Elfenbeinschätze, die Gallier die Heiligenreliquien, deren allerheiligste das Tuch ist, in das unser Herr Jesus Christus nach seinem Tod und vor seiner Auferstehung gewickelt wurde… Wir wissen, dass diese heiligen Gegenstände in Venedig, in Gallien und an anderen Orten der Plünderer aufbewahrt werden, das heilige Tuch aber wird in Athen verwahrt.‘“

Eine Reihe Byzantinisten, darunter Averil Cameron lehnen die These Wilsons, nach der das Grabtuch, das Robert de Clari 1203 in Konstantinopel sah, mit dem Turiner Grabtuch oder mit dem Abgar-Bild identisch sei, jedoch ab.

## Werke
- Philippe Lauer (Hrsg.), Robert de Clari: La Conquête de Constantinople. 1924.